# نیو ریچلند (مینه‌سوتا)
نیو ریچلند، مینه‌سوتا (به انگلیسی: New Richland, Minnesota) یک شهر در ایالات متحده آمریکا است که در شهرستان وسکا، مینه‌سوتا واقع شده‌است.

## خصوصیات
نیو ریچلند ۱٫۵۸ کیلومترمربع مساحت و ۱٬۲۰۳ نفر جمعیت دارد و ۳۶۰ متر بالاتر از سطح دریا واقع شده‌است.